# Kavita Mariwalla
Kavita Mariwalla (9 de mayo de 1977) es una dermatóloga y científica estadounidense. Mariwalla se graduó en la Universidad de Yale y en la Escuela de Medicina de la Universidad de Yale. Fue directora de Oncología Cutánea en el Centro Oncológico Beth Israel de Manhattan. Es especialista en la detección y el tratamiento del cáncer de piel y es cirujana de Mohs formada por el American College of Mohs Surgery.
Lleva más de 16 años de experiencia como dermatóloga, y actualmente trabaja en West Islip, NY. También tiene más de 20 publicaciones científicas.

## Carrera
Kavita Mariwalla fue la antigua Directora de Oncología Cutánea en el Centro Oncológico Beth Israel de Manhattan. Mariwalla está especializada en la detección y el tratamiento del cáncer de piel y es cirujana de Mohs formada por el Colegio Americano de Cirugía de Mohs. También es especialista en reconstrucción y cirugía facial.
Kavita Mariwalla también formó parte de la Junta Directiva de la Sociedad Dermatológica de Mujeres y de la Sociedad Americana de Cirugía Dermatológica.

## Publicaciones
Kavita Mariwalla ha escrito dos ediciones del libro Primer in Dermatologic Surgery (2ª edición, ISBN 9780615576039). También es autora de Cosmeceutical Compendium.

### Artículos científicos
Kavita Mariwalla tiene más de 20 publicaciones científicas, entre ellas las siguientes.
- Connolly D, Vu HL, Mariwalla K, Saedi N (September 2017). «Acne Scarring-Pathogenesis, Evaluation, and Treatment Options». J Clin Aesthet Dermatol 10 (9): 12-23. PMC 5749614. PMID 29344322.
- Carruthers JD, Fagien S, Joseph JH, Humphrey SD, Biesman BS, Gallagher CJ, Liu Y, Rubio RG (January 2020). «DaxibotulinumtoxinA for Injection for the Treatment of Glabellar Lines: Results from Each of Two Multicenter, Randomized, Double-Blind, Placebo-Controlled, Phase 3 Studies (SAKURA 1 and SAKURA 2)». Plast Reconstr Surg 145 (1): 45-58. PMC 6940025. PMID 31609882. doi:10.1097/PRS.0000000000006327.
- Silverstein D, Mariwalla K (July 2012). «Biopsy of the pigmented lesions». Dermatol Clin 30 (3): 435-43. PMID 22800550. doi:10.1016/j.det.2012.04.013.
- Pollock SE, Nathan NR, Nassim JS, Shadi Kourosh A, Mariwalla K, Tsao SS (March 2021). «The show must go on: Dermatologic procedural education in the era of COVID-19». Int J Womens Dermatol 7 (2): 224-227. PMC 7694554. PMID 33263071. doi:10.1016/j.ijwd.2020.11.002.
- Chiu A, Mariwalla K, Hui-Austin A, Narurkar V, de la Guardia C (July 2019). «Understanding the Female Asian American Facial Aesthetic Patient». J Drugs Dermatol 18 (7): 633-641. PMID 31329401.
- Berger CL, Vasquez JG, Shofner J, Mariwalla K, Edelson RL (2006). «Langerhans cells: mediators of immunity and tolerance». Int J Biochem Cell Biol 38 (10): 1632-6. PMID 16697242. doi:10.1016/j.biocel.2006.03.006.
- Mariwalla K (March 2012). «New melanoma treatments: a panacea or a Pandora's box?». Cutis 89 (3): 107-8. PMID 22530324.
- Mariwalla K, Rohrer TE (December 2005). «Use of lasers and light-based therapies for treatment of acne vulgaris». Lasers Surg Med 37 (5): 333-42. PMID 16365889. doi:10.1002/lsm.20276.
- Rossi AM, Mariwalla K (December 2012). «Prophylactic and empiric use of antibiotics in dermatologic surgery: a review of the literature and practical considerations». Dermatol Surg 38 (12): 1898-921. PMID 22805432. doi:10.1111/j.1524-4725.2012.02524.x.
- Galadari H, Mariwalla K, Delobel P, Sanchez-Vizcaino Mengual E (March 2020). «Pain and Bruising Levels After Lip Augmentation: A Comparison of Anterograde and Retrograde Techniques Using an Automated Motorized Injection Device. A Blinded, Prospective, Randomized, Parallel Within-Subject Trial». Dermatol Surg 46 (3): 395-401. PMID 31453902. doi:10.1097/DSS.0000000000002055.
- Goldie K, Kerscher M, Fabi SG, Hirano C, Landau M, Lim TS, Woolery-Lloyd H, Mariwalla K, Park JY, Yutskovskaya Y (2021). «Skin Quality - A Holistic 360° View: Consensus Results». Clin Cosmet Investig Dermatol 14: 643-654. PMC 8214518. PMID 34163203. doi:10.2147/CCID.S309374.
- Jagdeo J, Mariwalla K (April 2015). «Commentary on Facial treatment preferences in aesthetically aware women». Dermatol Surg. 41 Suppl 1: S161-2. PMID 25828041. doi:10.1097/DSS.0000000000000333.
- Mariwalla K, Aasi SZ, Glusac EJ, Leffell DJ (January 2009). «Mohs micrographic surgery histopathology concordance». J Am Acad Dermatol 60 (1): 94-8. PMC 2632938. PMID 19103361. doi:10.1016/j.jaad.2008.09.061.
- Mariwalla K, Langhan M, Welch KA, Kaplan DH (August 2007). «Cutaneous myiasis associated with scalp psoriasis». J Am Acad Dermatol 57 (2 Suppl): S51-2. PMID 17637377. doi:10.1016/j.jaad.2006.10.022.
- Green JB, Mariwalla K, Coleman K, Ablon G, Weinkle SH, Gallagher CJ, Vitarella D, Rubio RG (January 2021). «A Large, Open-Label, Phase 3 Safety Study of DaxibotulinumtoxinA for Injection in Glabellar Lines: A Focus on Safety From the SAKURA 3 Study». Dermatol Surg 47 (1): 42-46. PMC 7752221. PMID 32773447. doi:10.1097/DSS.0000000000002463.
- Nijhawan RI, Smith LA, Rohrer TE, Mariwalla K (February 2013). «Are dermatology residents adequately prepared for the business of medicine?». J Am Acad Dermatol 68 (2): 340-1. PMID 23317973. doi:10.1016/j.jaad.2012.07.017.
- Berger CL, Mariwalla K, Girardi M, Edelson RL (2004). «Advances in understanding the immunobiology and immunotherapy of cutaneous T-cell lymphoma». Adv Dermatol 20: 217-35. PMID 15544202.
- Nijhawan RI, Votava HJ, Mariwalla K (October 2012). «Clinical application and limitations of the fluorescence in situ hybridization (FISH) assay in the diagnosis and management of melanocytic lesions: a report of 3 cases». Cutis 90 (4): 189-95. PMID 23259206.
- Nijhawan RI, Smith LA, Mariwalla K (August 2013). «Mohs surgeons' use of topical emollients in postoperative wound care». Dermatol Surg 39 (8): 1260-3. PMID 23777421. doi:10.1111/dsu.12245.
- Bunick CG, Mariwalla K, Ibrahim O, Modi B, Imaeda S, McNiff JM (March 2013). «Expanding the histologic findings in smallpox-related post-vaccinial non-viral folliculitis». J Cutan Pathol 40 (3): 305-9. PMC 4317253. PMID 23278890. doi:10.1111/cup.12064.
- Berger CL, Tigelaar R, Cohen J, Mariwalla K, Trinh J, Wang N, Edelson RL (February 2005). «Cutaneous T-cell lymphoma: malignant proliferation of T-regulatory cells». Blood 105 (4): 1640-7. PMID 15514008. doi:10.1182/blood-2004-06-2181.
- Sung CC, Mariwalla K (February 2015). «Use of 2-octyl cyanoacrylate to obviate daily wound care after Mohs surgery». Dermatol Surg 41 (2): 294-6. PMID 25627635. doi:10.1097/DSS.0000000000000272.